# Molnia Bluff
Das Molnia Bluff ist ein 1750 m hohes und steiles Felsenkliff im ostantarktischen Viktorialand. In der Clare Range erstreckt es sich in westöstlicher Ausrichtung über eine Länge von 1,5 km am südöstlichen Ende der Parker Mesa. Nur 400 m seiner Gesamthöhe sind sichtbar.
Das Advisory Committee on Antarctic Names benannte es 2005 nach dem Geologen Bruce Franklin Molnia vom United States Geological Survey, der unter anderem zwischen 1965 und 1966 an Bord der USNS Eltanin seismische Studien im Südlichen Ozean und seinen antarktischen Randmeeren durchgeführt hatte und später in leitender Funktion bei der National Academy of Sciences tätig war.